# Stadskanaal

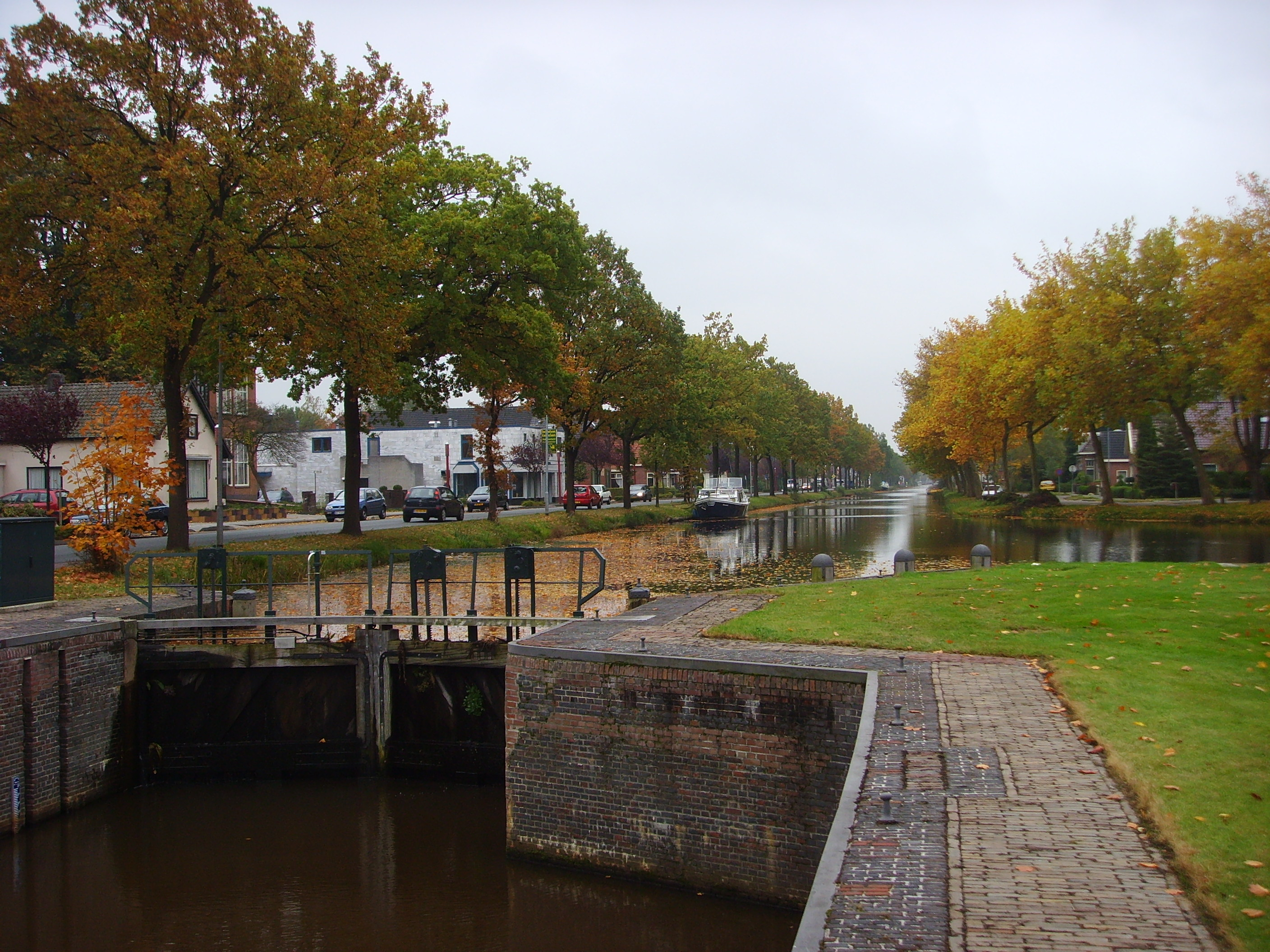
Blick auf die Hauptgracht die Stadskanaal durchzieht

Stadskanaal (anhörenⓘ) ist eine Gemeinde in den Niederlanden, in der Provinz Groningen. Sie hat 32.045 Einwohner (Stand 1. Januar 2025) und ist etwa 120 km² groß.

## Geschichte
Am 11. Februar 1765 beschloss der Bürgermeister der Stadt Groningen, einen Kanal zwischen Ter Apel und Groningen graben zu lassen. Weil Groningen traditionell die einzige echte Stadt im Nordosten der Niederlande war („Stad en Land“), meinte man mit „Stadt“ die Stadt Groningen. Darum wurde der Kanal Stadskanaal (Stadtkanal) genannt.
1856 war der Stadskanaal fertiggestellt. Am Kanal entlang baute man Häuser, die zusammen ein Dorf bildeten, das bald auch den Namen Stadskanaal erhielt.
Wirtschaftlich war zunächst die Torfgewinnung von Bedeutung. Als das Moor völlig ausgegraben war, wurde das Dorf das Zentrum der Kartoffelstärke-Industrie. Nach dem Zweiten Weltkrieg änderte sich die industrielle Ausrichtung, als Philips ein Werk zur Herstellung von Bildröhren eröffnete. Dadurch wuchs die Gemeinde sehr stark. Heute ist Stadskanaal zentraler Ort der Umgebung, weil es viele Einrichtungen wie zum Beispiel ein Krankenhaus und Gesamtschulen gibt.
1905 erhielt Stadskanaal Eisenbahnanschluss aus Richtung Gieten, weitere Strecken des Netzes der Noordoosterlocaalspoorweg-Maatschappij (NOLS) nach Emmen, Veendam und Ter Apel wurden in den folgenden Jahren eröffnet, aber viele schon vor 1950 wieder eingestellt. 1955 endete der Personenverkehr auf der Strecke Richtung Groningen, 1990 der Güterverkehr, aber seit 1994 fahren im Sommer wieder Museumszüge nach Veendam.
In Stadskanaal wurde 1870 der niederländische Komponist Cornelis Dopper geboren.

## Sport
Seit 1997 finden in Stadskanaal jährlich die Nelli Cooman Games statt. 2010 wurden hier die IWAS Leichtathletik-Europameisterschaften veranstaltet und 2011 das Finale der IWAS Leichtathletik-Serie ausgetragen. 2012 war die Gemeinde Gastgeber der IPC-Europameisterschaften, 2013 der IWAS World Games und 2015 der IWAS World Junior Games.

## Bilder

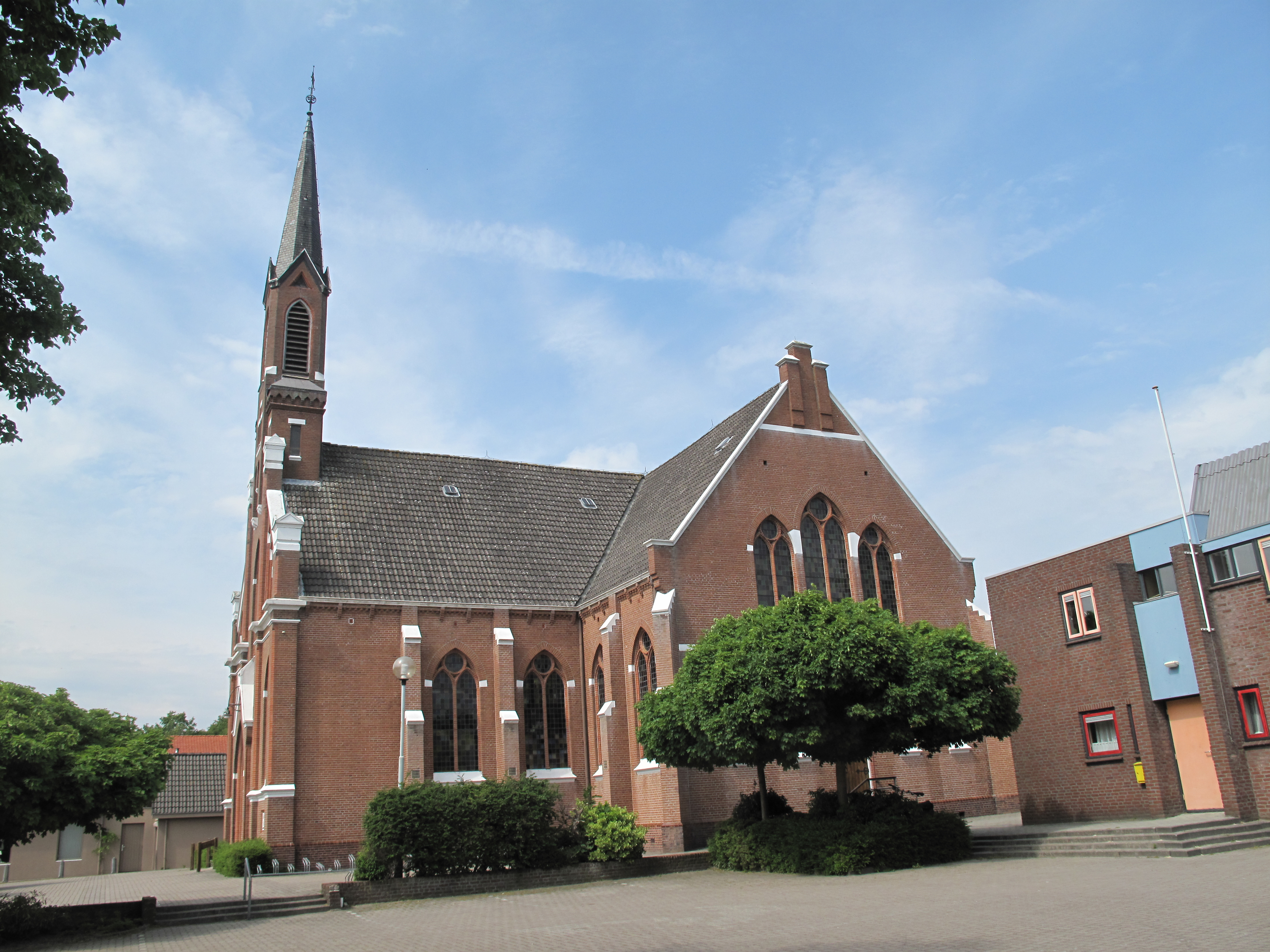
Stadskanaal, Kirche: Poststraatkerk
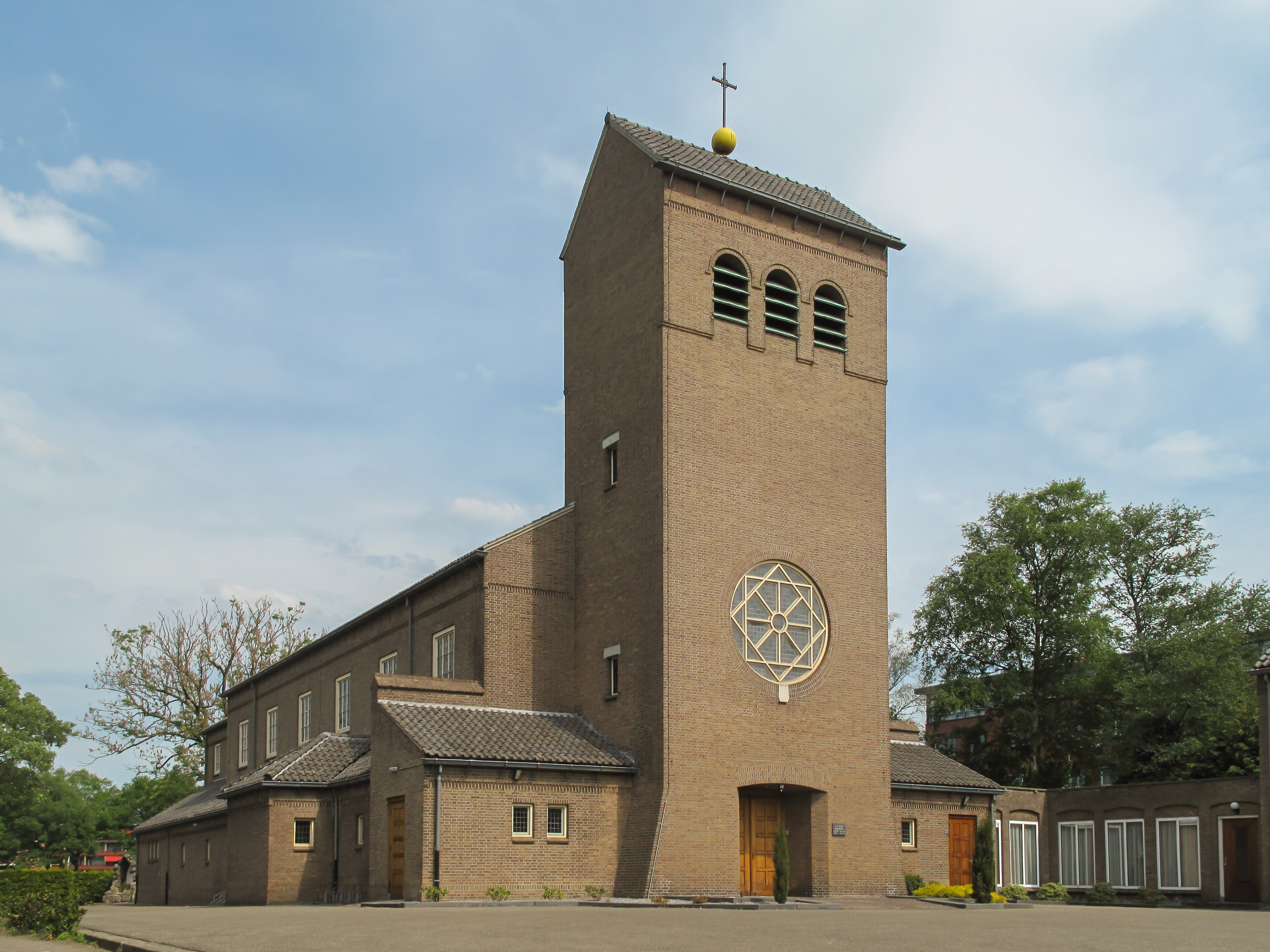
Stadskanaal, katholische Kirche
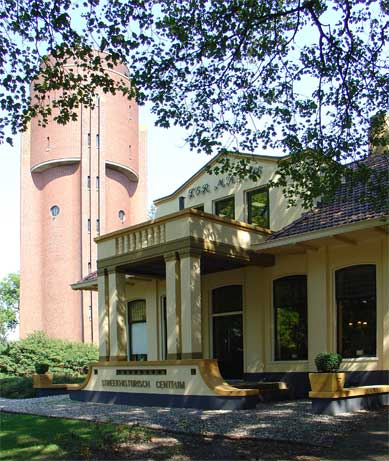
Wasserturm und „Streekhistorisch centrum“ (Museum über die „Veenkoloniën“)
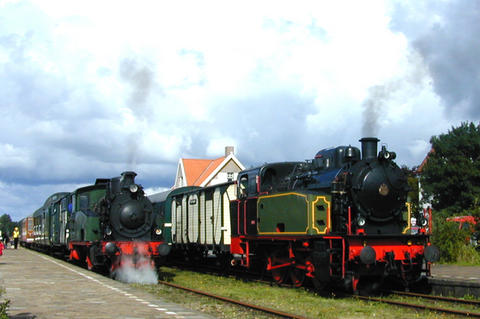
Museumseisenbahn Veendam-Stadskanaal-Musselkanaal (STAR)
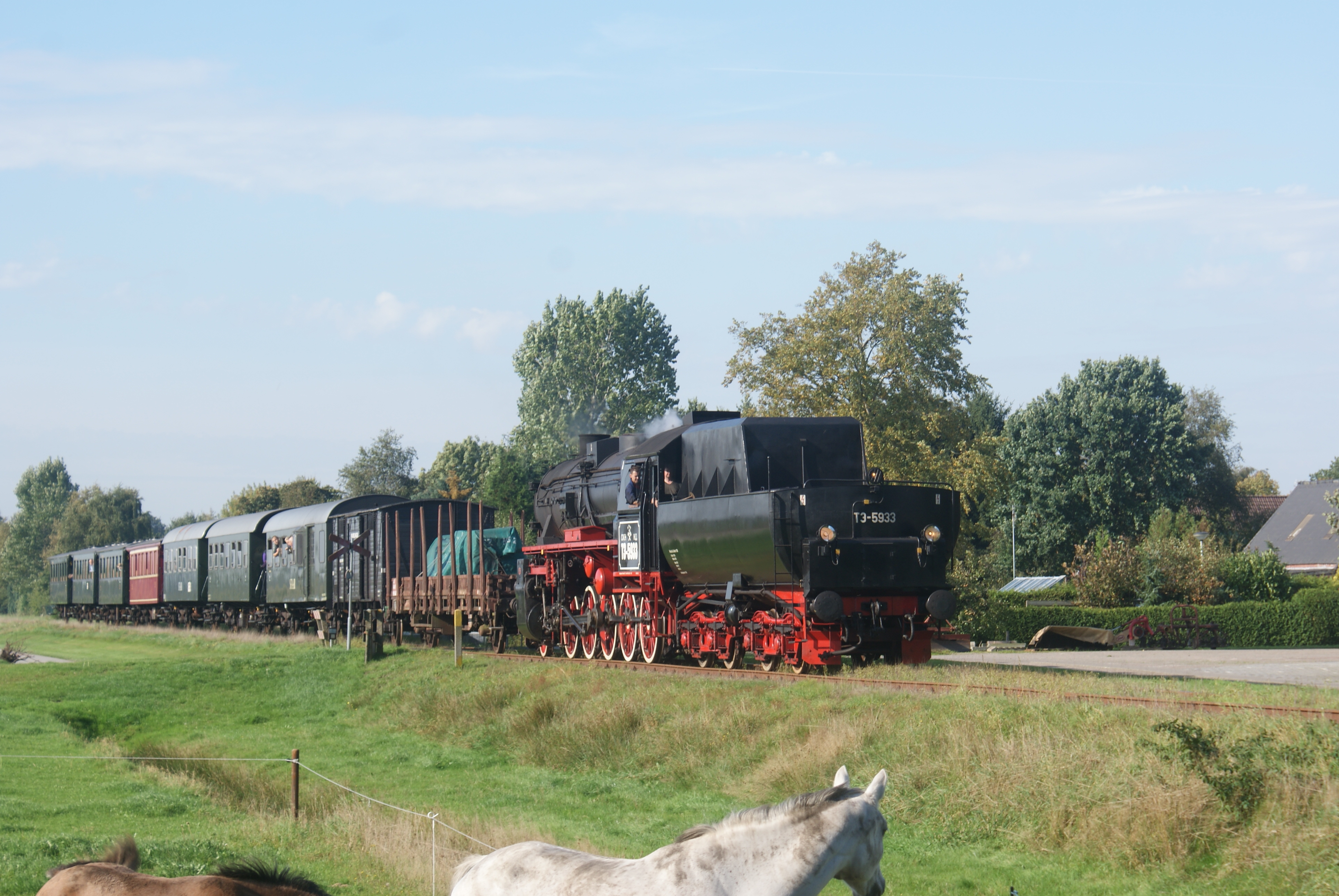
Museumseisenbahn Veendam-Stadskanaal-Musselkanaal (STAR)
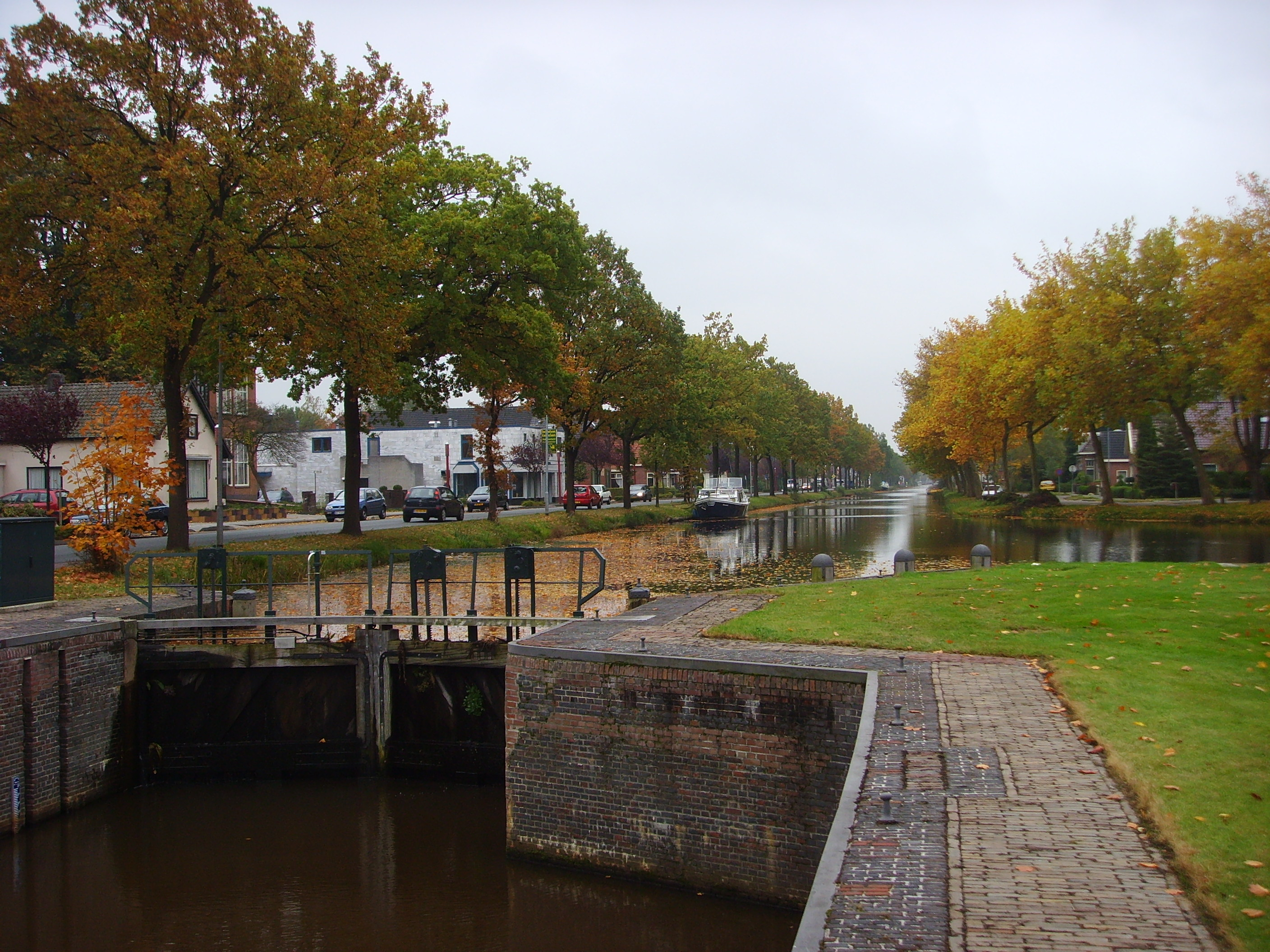
Der Kanal durch Stadskanaal
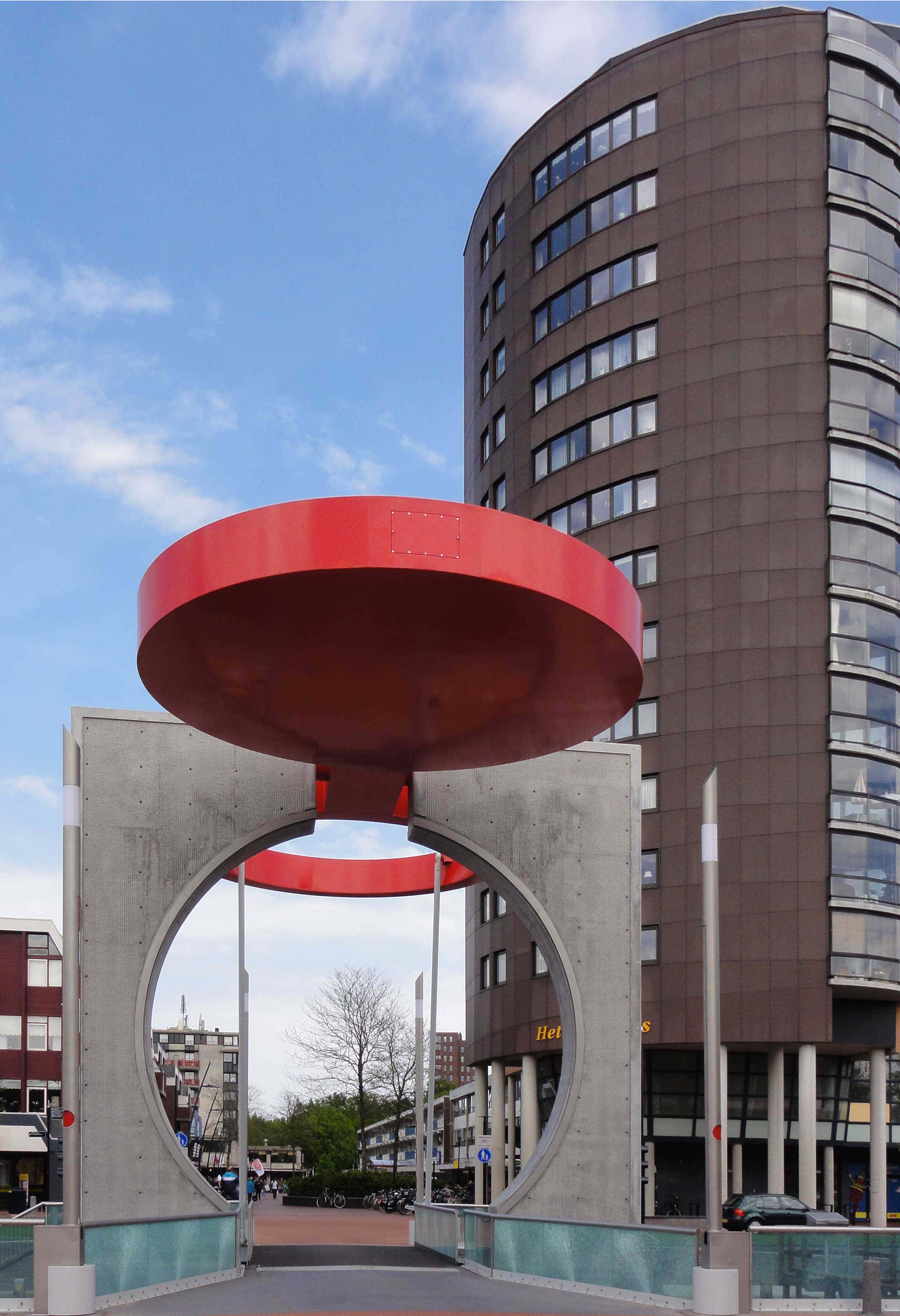
Moderne Brücke in der Stadtmitte von Stadskanaal
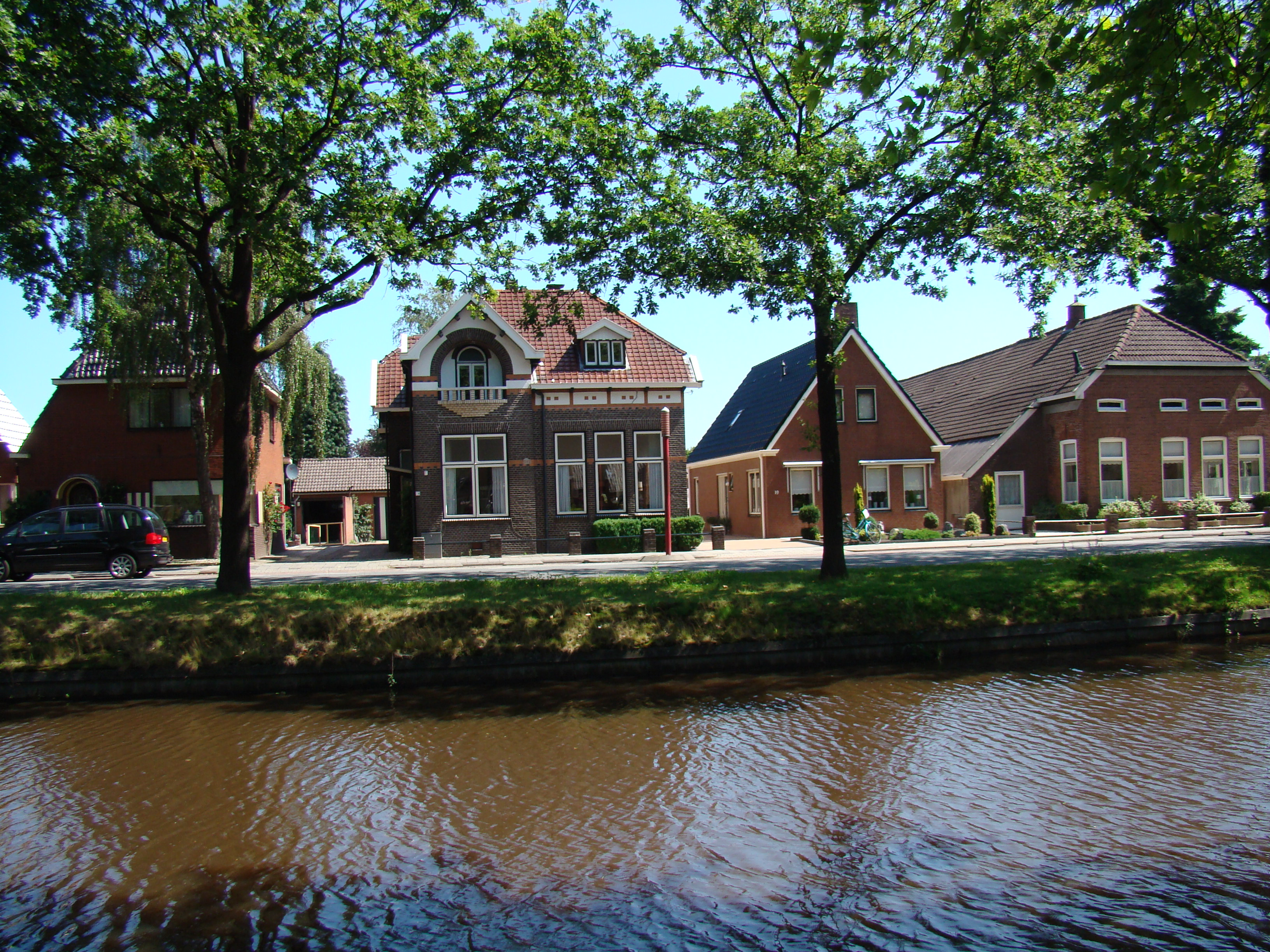
Typische Ortsansichten
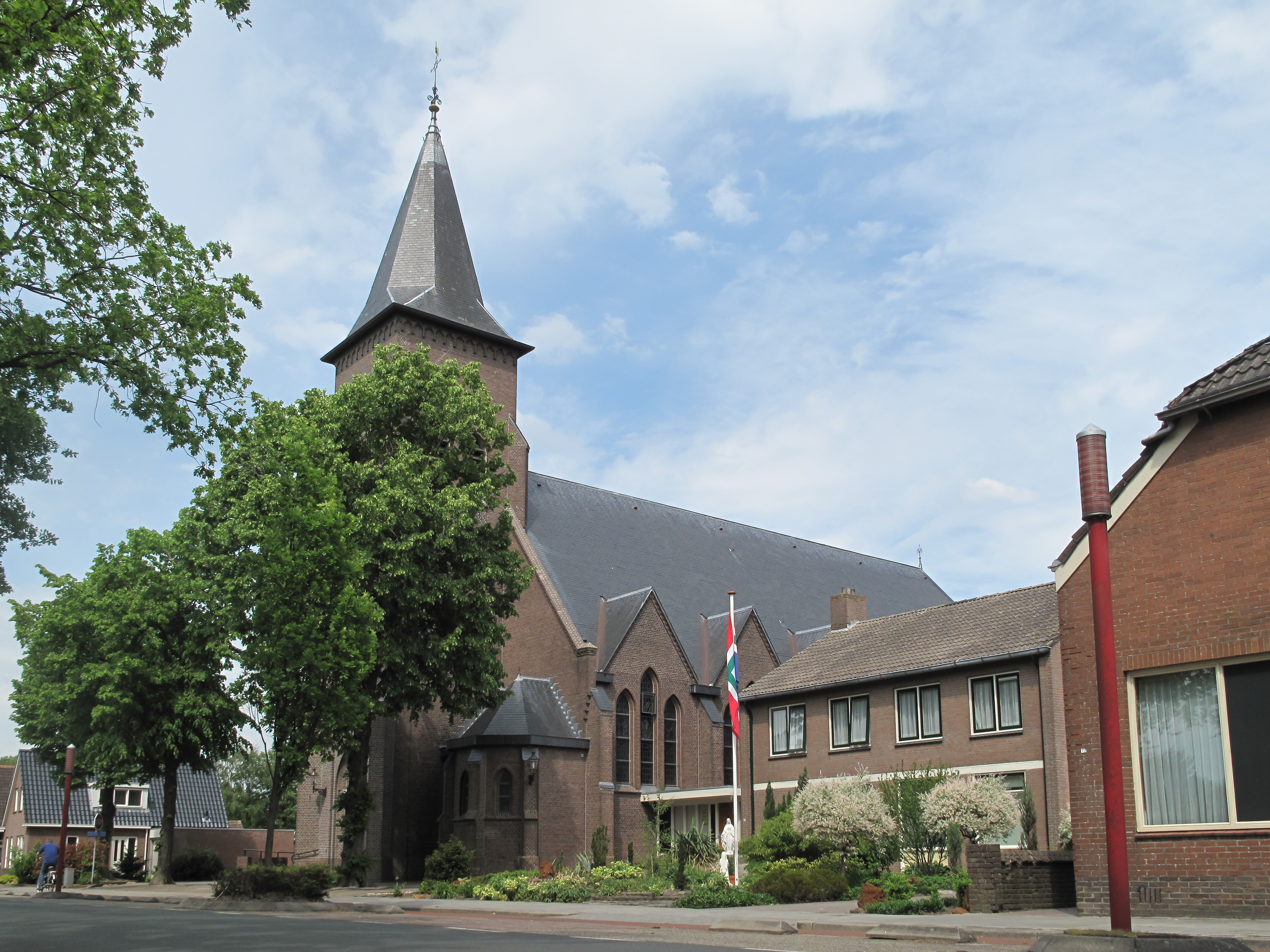
Musselkanaal, Kirche
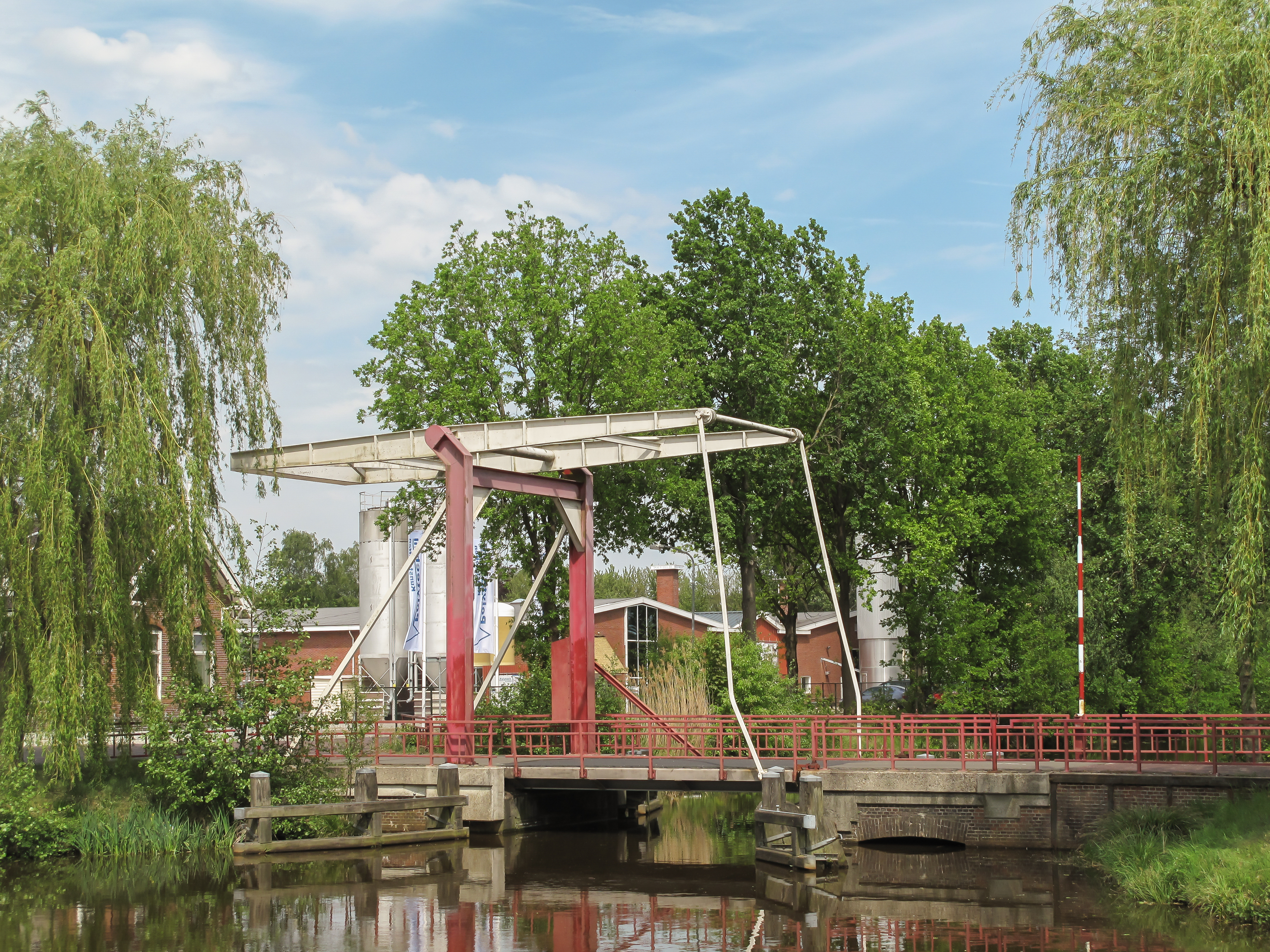
Musselkanaal, Zugbrücke

## Politik

### Sitzverteilung im Gemeinderat
Der Gemeinderat wird seit 1982 folgendermaßen gebildet:
| Partei                          | Sitze | Sitze | Sitze | Sitze | Sitze | Sitze | Sitze | Sitze | Sitze | Sitze | Sitze |
| Partei                          | 1982  | 1986  | 1990  | 1994  | 1998  | 2002  | 2006  | 2010  | 2014  | 2018  | 2022  |
| ------------------------------- | ----- | ----- | ----- | ----- | ----- | ----- | ----- | ----- | ----- | ----- | ----- |
| ChristenUnie                    | –     | –     | –     | –     | –     | 4     | 4     | 4     | 4     | 5     | 5     |
| CDA                             | 9     | 8     | 8     | 7     | 7     | 6     | 5     | 6     | 5     | 5     | 4     |
| Lokaal Betrokken                | –     | –     | –     | –     | –     | –     | –     | –     | –     | 1     | 3     |
| PvdA                            | 9     | 11    | 10    | 8     | 8     | 6     | 10    | 7     | 4     | 3     | 3     |
| SP                              | –     | –     | –     | –     | –     | –     | –     | 1     | 5     | 4     | 3     |
| Gemeentebelangen Stadskanaal    | –     | –     | –     | –     | –     | 5     | 2     | 2     | 3     | 2     | 2     |
| VVD                             | 2     | 2     | 2     | 2     | 3     | 2     | 2     | 2     | 1     | 2     | 2     |
| D66                             | 0     | 0     | 1     | 3     | 1     | –     | 0     | 1     | 1     | 1     | 1     |
| GroenLinks                      | –     | –     | –     | –     | –     | –     | 0     | 0     | 0     | 0     | 0     |
| HerRman                         | –     | –     | –     | –     | –     | –     | –     | –     | –     | –     | 0     |
| Jezus Leeft                     | –     | –     | –     | –     | –     | –     | –     | –     | –     | –     | 0     |
| RPF                             | 1     | 1     | 1     | 2     | 3     | –     | –     | –     | –     | –     | –     |
| GPV                             | 1     | 1     | 1     | 1     | 1     | –     | –     | –     | –     | –     | –     |
| Progressief Stadskanaal         | –     | 0     | –     | –     | –     | –     | –     | –     | –     | –     | –     |
| CPN                             | 1     | –     | –     | –     | –     | –     | –     | –     | –     | –     | –     |
| PPR                             | 0     | –     | –     | –     | –     | –     | –     | –     | –     | –     | –     |
| EVP                             | 0     | –     | –     | –     | –     | –     | –     | –     | –     | –     | –     |
| Gemeentebelangen                | 0     | –     | –     | –     | –     | –     | –     | –     | –     | –     | –     |
| Arbeiders Invaliden Gemeenschap | 0     | –     | –     | –     | –     | –     | –     | –     | –     | –     | –     |
| Gesamt                          | 23    | 23    | 23    | 23    | 23    | 23    | 23    | 23    | 23    | 23    | 23    |

### Bürgermeister
Das Kollegium von Bürgermeister und Beigeordneten agierte ab dem 16. Februar 2018 ohne Bürgermeister, da die damalige Amtsinhaberin, Baukje Galama, ihren Rücktritt erklärt hatte. Am 29. März 2018 übernahm Gert-Jan Boels für 15 Minuten das Amt, um den Gemeinderat zu ernennen. Zwischen dem 1. September 2018 und 13. Februar 2020 war Froukje de Jonge (CDA) kommissarisch Bürgermeisterin der Gemeinde. Am 1. Juli 2020 übernahm Yvonne van Mastrigt (PvdA) das Amt der Bürgermeisterin kommissarisch. Seit dem 20. Januar 2021 ist nunmehr Klaas Sloots, Mitglied der Partei GroenLinks, offizieller Bürgermeister von Stadskanaal. Zum Kollegium zählen die Beigeordneten Johan Hamster (ChristenUnie), Goziena Brongers (CDA), Lian Veenstra (SP), Goedhart Borgesius (VVD) sowie der Gemeindesekretär Gert-Jan van der Zanden.

## Städtepartnerschaften
- Lilienthal, Deutschland
- Bielsko-Biała, Polen

## Persönlichkeiten
- Glenn Bijl (* 1995), Fußballspieler
- Mareille Meijering (* 1995), Radrennfahrerin